# Jim Wehba
Jim Wehba (Vernon (Texas), 29 september 1934 - Garland (Texas), 20 augustus 2010), beter bekend als Skandor Akbar, was een Amerikaans professioneel worstelaar en manager.

## In worstelen
- Afwerking en kenmerkende bewegingen
  - Camel Clutch

- Worstelaars managed

| - Abdullah the Butcher - Ahmed Johnson - Al Perez - Big Bubba Rogers - Bill Irwin - Black Bart - Brickhouse Brown - Buddy Landel - Butch Reed - Cactus Jack - Mankind - Chico Torrez - Choy Sun - Chris Youngblood - Dan Spivey | - Dick Murdoch - "Dr. Death" - Eli the Eliminator - Eric Embry - Kamala - The Missing Link - Gary Young - Goldust - Great Kabuki - Greg Valentine - Hercules Hernandez - Iceman Parsons - Jesse Barr - Johnny Hawk - John Tatum | - Kendo Nagasaki - Kevin Von Erich - Killer Khan - Killer Tim Brooks - King Kong Bundy - Leroy Brown - Manny Fernandez - Mean Mark Callous - Mark Lewin - Mike Davis - The Mongol - Moadib - Nord the Barbarian - One Man Gang - The Punisher | - Scott Irwin - Stone Cold Steve Austin - Super Black Ninja - Ted DiBiase - The Terminator - Toni Adams - The Masked Medics - Big Buddah/Head Hunter 3 - Venom of Death - The Lord Sean McBain - Stone Pimp - Michael Hernandez |

## Erelijst
- Cauliflower Alley Club
  - Gulf Coast/CAC Honoree (2006)

- Mid-South Sports
  - NWA Georgia Tag Team Championship (1 keer met Ox Baker)
  - NWA Macon Tag Team Championship (2 keer; 1x met Buddy Colt en 1x met Rocket Monroe)

- NWA Tri-State
  - NWA Tri-State North American Heavyweight Championship (1 keer)
  - NWA United States Tag Team Championship (1 keer met Danny Hodge)

- World Championship Wrestling
  - NWA Austra-Asian Heavyweight Championship (1 keer)
  - NWA Austra-Asian Tag Team Championship (1 keer met George Gouliovas)